# جون براء
جون براء (بالإنجليزية: John Bara)‏ هو سياسي أمريكي، ولد في 26 نوفمبر 1926 في إليريا في الولايات المتحدة. حزبياً، نشط في الحزب الديمقراطي. وقد انتخب عضو مجلس نواب أوهايو.